# Yngling
Yngling är en tremanssegelbåt med en fock och storsegel. Vid olympiska sommarspelen 2004 gjorde båten OS-debut som klass för damer och den var även en klass i olympiska sommarspelen 2008, men vid olympiska sommarspelen 2012 ersattes den av matchracing med Elliott 6m. Även den klassen ersattes till olympiska sommarspelen 2016.
Norrmannen Jan Herman Linge konstruerade Ynglingen 1968, men först 1979 fick båten internationell status.
Ynglingen är en lillasyster till Solingen.